# Pinzirita
Pinzirita hoặc Pinzunita là một giống cừu bản địa của vùng đảo Địa Trung Hải của Sicily, Ý. Tên của nó xuất phát từ pinzuni, tên tiếng Sicilia cho chaffinch, Fringilla coelebs, mà nó được cho là có màu giống. Nó còn được gọi là Sicune Sicilia, nghĩa là "cừu Sicilia thông thường". Nó được phân bố trên hầu hết Sicily, ngoại trừ bờ biển phía nam, nơi giống cừu Comisana được ưa thích hơn, và những ngọn đồi của các tỉnh Agrigento, Caltanissetta và phần phía nam của tỉnh Palermo, nơi cừu Barbaresca chiếm ưu thế. Giống như Leccese và Altamurana, nó thuộc về nhóm cừu Zackel. Nó là một giống cừu khỏe mạnh và tiết kiệm, thích nghi tốt với sự sống còn trên đồng cỏ núi non và trong quần xã sinh vật macchia ở vùng đất liền của Sicily.
Pinzirita là một trong mười bảy giống cừu Ý có nguồn gốc tự nhiên, trong đó một cuốn sách gia phả được lập ra bởi Associazione Nazionale della Pastorizia, hiệp hội chăn nuôi cừu quốc gia Ý. Tổng số con giống được ước tính là 250.000 con cừu thuần chủng vào năm 1983, vào năm 2013 con số được ghi trong cuốn sách này là 17.482.
Năng suất sữa của Pinzirita trung bình 80 ± 25 lít trong 100 ngày đối với những con cừu sinh đầu, và khoảng 130 ± 30 l trong 180 ngày đối với những con sinh lần 2 trở đi. Sữa có 6,4% chất béo và 5,0% protein. Thịt cừu thường được giết mổ khi chưa cắt lông; sau 30 ngày, chúng nặng 7–8 kg. Cừu đực sản xuất khoảng 2,5 kg len, cừu cái khoảng 1,6 kg; len có chất lượng bình thường, thích hợp cho thảm và nệm.